# Fruntimmersskolan i Viborg

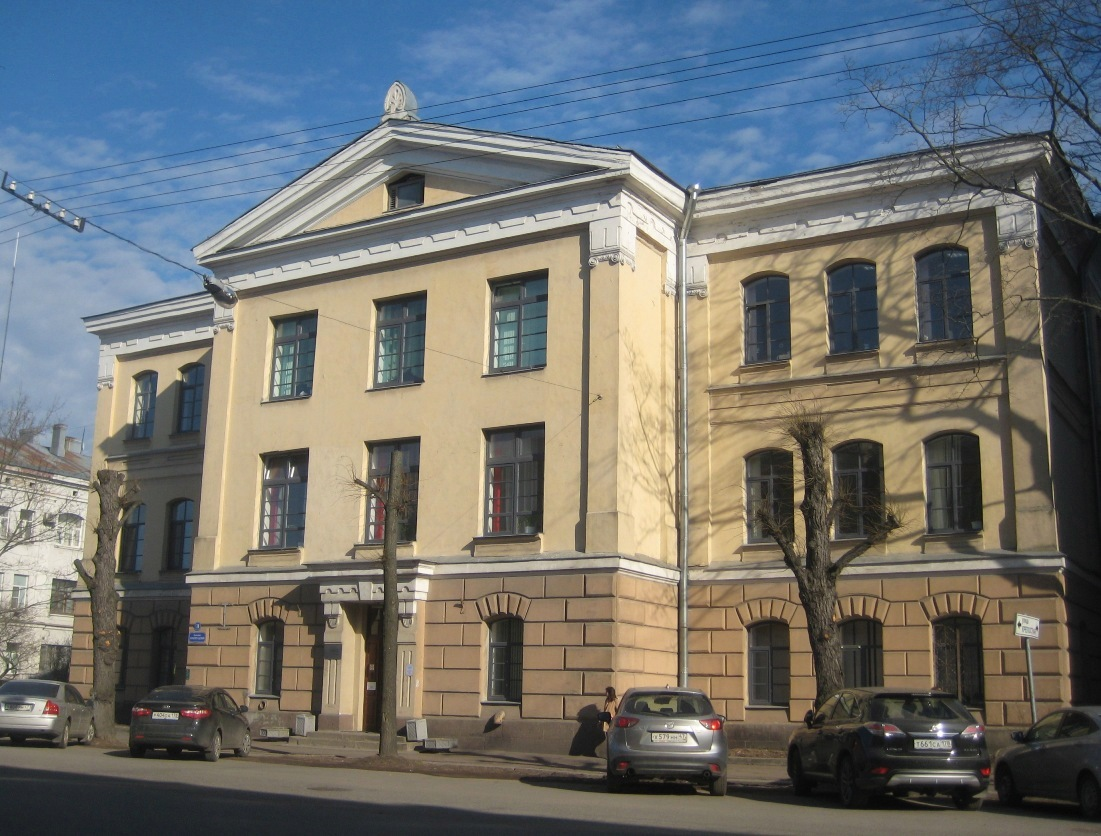
Fruntimmersskolan.

Fruntimmersskolan i Viborg, även Svenska fruntimmersskolan (ryska: Шведская женская гимназия), ursprungligen Töchterschule zu Wiborg, var en flickskola i Viborg i ryska Finland, verksam från 1788 till 1937. Det var Finlands äldsta flickskola, och den äldsta offentliga flickskolan i Norden.    
Skolan grundades som en separat flickklass i anslutning till den tyska pojkskolan i det då ryska Viborg år 1788. Den var en del av en framväxande våg av tyska flickskolor som grundades i städerna i Tyskland, Baltikum och Ryssland omkring sekelskiftet 1800. Initialt menade för den tyska protestantiska borgarklassen, fick dessa skolor ett högt anseende – år 1834 utfärdade den ryska administrationen i Baltikum en förordning som erkände kvinnliga lärare som utbildats vid dessa skolor var berättigade till ett certifikat som professionella privatlärare, vilket var statlig erkännande av läraryrket för kvinnor, ett yrke som tidigare befunnit sig i en privat gråzon. Fruntimmersskolan i Viborg var bland de allra första av skolorna ur denna utveckling. Dess elever var initialt döttrar till tyskspråkiga borgare och tjänstemän.  
Skolan fick en egen administration 1805 och då formellt sitt eget namn, Töchterschule. År 1807 grundades även en ettårig Mädchenschule i samma stad. Undervisningen på skolan var ställt under Dorpats universitet. Undervisningen var progressiv i den meningen att den hade en fastställd och systematisk läroplan, något som då var ovanligt för en flickskola, men hade övrigt samma ämnen som andra skolor för flickor. Dess kvinnliga rektor, Aufseherin, undervisade i sömnad, tyska och franska, medan utbildade manliga lärare från pojkskolan undervisade i övriga ämnen. Tyska språket var skolans språk fram till år 1842, då det fick det svenska namnet Fruntimmersskolan i Viborg. 
Under Ernestine Lehmanns tid som föreståndare (1800–1839) blev skolan känd som föredöme för flickors utbildning och kom i praktiken att betraktas som en högskola för kvinnliga lärare i Finland. Många av Finlands pionjärer inom undervisning för flickor hade utbildats vid denna skola. 
Fruntimmersskolan i Viborg kom att utgöra rollmodellen för Svenska fruntimmersskolan i Helsingfors då den grundades år 1844, och dess första föreståndare, Amelia Ertmann, hade fått sin utbildning vid skolan. Liknande tyskspråkiga flickskolor grundades därefter enligt samma mönster i Fredrikshamn, Kexholm och Nyslott. 
Skolan fick 1886 en femårig gymnasieklass, utökad 1919 till sex. 